# Jon Lord

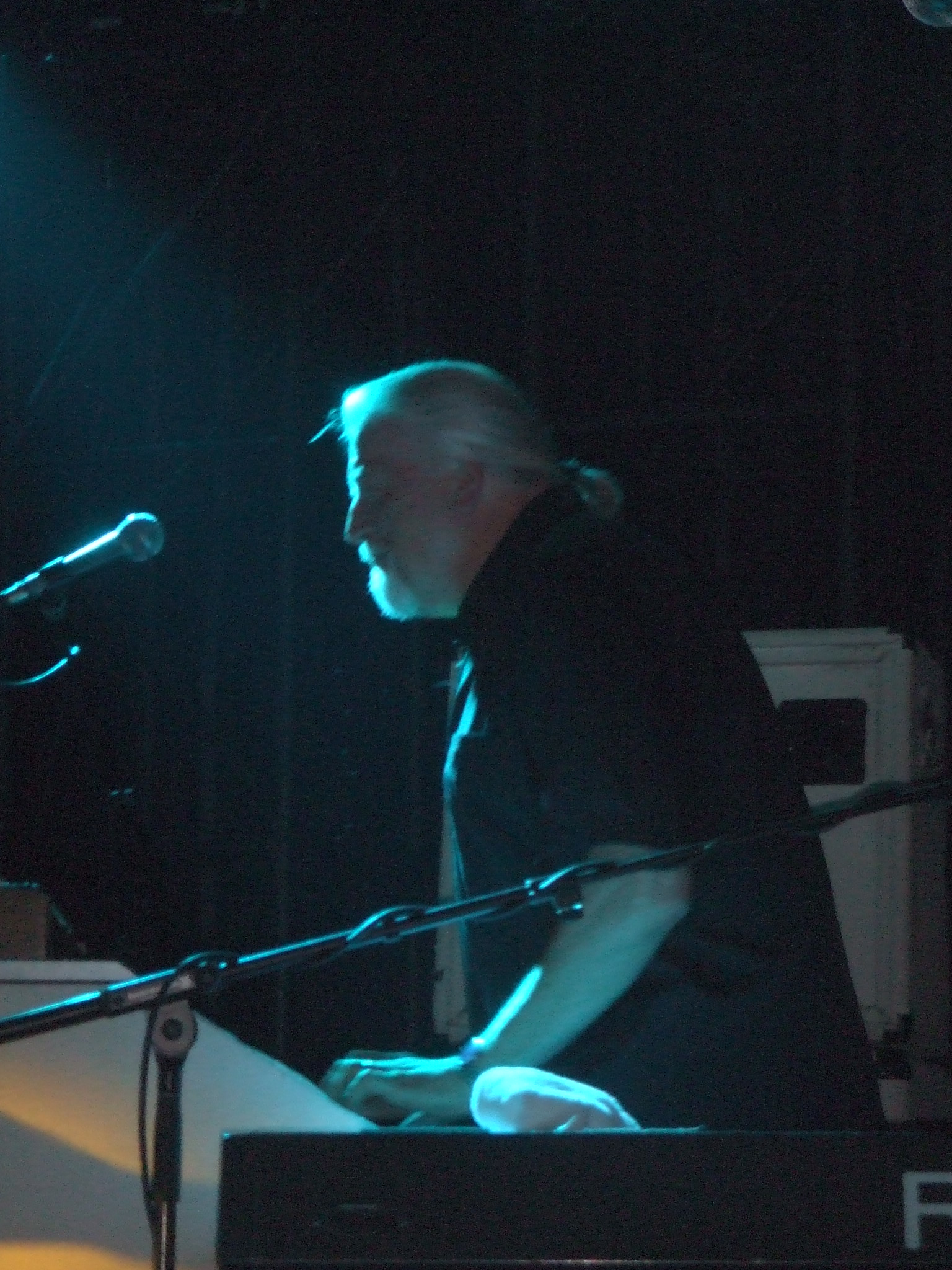
Jon Lord in 2007

Jonathan "Jon" Douglas Lord (Leicester, 9 juni 1941 – Londen, 16 juli 2012) was een Brits muzikant, die voornamelijk bekend is geworden als toetsenist van de hardrockband Deep Purple.

## Biografie
Vanaf zijn negende speelde Lord piano, eerst met het doel om klassiek pianist te worden, maar hij vond jazz en blues veel aantrekkelijker. Hij begon bij The Bill Ashton Combo en na allerlei omzwervingen, onder meer bij The Kinks en the Flowerpotmen, kwam hij bij Boz en Roundabout Ritchie Blackmore en Ian Paice tegen.
Uit een interview met hem op de dvd "The making of Machine Head" meldt Jon dat hij gebiologeerd was door het geluid van de  vervormde gitaar van Ritchie Blackmore. Hij wilde dat hij zijn Hammond-B3 ook als een gitaar kon laten klinken. Hij sloot de uitgang van zijn orgel aan op de gitaarinput van een Marshall-gitaarversterker. Vervolgens draaide hij de gain van de voorversterkertrap op en het karakteristieke scheurende geluid van zijn Hammond was geboren. Dit kan men bijvoorbeeld horen in het intro van Lazy op het album Machine Head.
Een bij muziekliefhebbers bekend feit is dat Jon Lord, naast zijn werk in Deep Purple, ook veel compositorisch werk op het gebied van klassieke muziek en jazz heeft afgeleverd.
Jon Lord verliet Deep Purple na hun tournee door het Verenigd Koninkrijk, in februari 2002. Hij wilde zich meer wijden aan klassieke muziek met als resultaat onder meer het Durham Concerto.
Op 9 augustus 2011 liet Lord weten te vechten tegen alvleesklierkanker. Die maand verscheen ook zijn solo-album Live dat met een volledig symfonieorkest in Boekarest was opgenomen. Op 16 juli 2012 overleed Lord aan de gevolgen van een longembolie, na een lang ziekbed.

## Albums
- 1971: Gemini Suite
- 1971: Soundtrack: The Last Rebel -with Tony Ashton
- 1974: Windows
- 1974: First Of The Big Bands -with Tony Ashton
- 1976: Sarabande
- 1977: Malice In Wonderland -PAL
- 1982: Before I Forget
- 1984: Soundtrack: The Country Pictures Of An Edwardian Lady
- 1998: Pictured Within
- 2003: Live at the Basement, Sydney - with The Hoochie Coochie Men
- 2004: Beyond The Notes
- 2007: Danger: White Men Dancing -with The Hoochie Coochie Men
- 2008: Durham Concerto
- 2008: Boom Of The Tingling Strings/ Diguises
- 2010: To notice such things
- 2011: Blues Project Live
- 2012: Concerto for Group and Orchestra (nieuwe studio-versie van het werk dat hij al eerder met Deep Purple uitbracht)